# Станіславув (гміна Хлевіська)
Станіславув (пол. Stanisławów) — село в Польщі, у гміні Хлевіська Шидловецького повіту Мазовецького воєводства.
Населення — 87 осіб (2011).
У 1975-1998 роках село належало до Радомського воєводства.

## Демографія
Демографічна структура станом на 31 березня 2011 року:
|          | Загалом | Допрацездатний вік | Працездатний вік | Постпрацездатний вік |
| -------- | ------- | ------------------ | ---------------- | -------------------- |
| Чоловіки | 46      | 8                  | 33               | 5                    |
| Жінки    | 41      | 9                  | 22               | 10                   |
| Разом    | 87      | 17                 | 55               | 15                   |